# Korogaru Iwa, Kimi ni Asa ga Furu
"Korogaru Iwa, Kimi ni Asa ga Furu" (jap. 転がる岩、君に朝が降る) − jedenasty singel japońskiej grupy muzycznej Asian Kung-Fu Generation, wydany 6 lutego 2008. Pochodzi z albumu World World World.

## Lista utworów
1. "Korogaru Iwa, Kimi ni Asa ga Furu" (jap. 転がる岩、君に朝が降る)
2. "Enoshima Escar" (jap. 江ノ島エスカー Enoshima Esukā)

## Twórcy
- Masafumi Gotō – śpiew, gitara
- Kensuke Kita – gitara, śpiew
- Takahiro Yamada – gitara basowa, śpiew
- Kiyoshi Ijichi – perkusja
- Asian Kung-Fu Generation – producent
- Yūsuke Nakamura – projekt okładki